# Olios lamarcki
Olios lamarcki är en spindelart som först beskrevs av Pierre André Latreille 1806.  Olios lamarcki ingår i släktet Olios och familjen jättekrabbspindlar. Utöver nominatformen finns också underarten O. l. taprobanicus.